# 축류 펌프

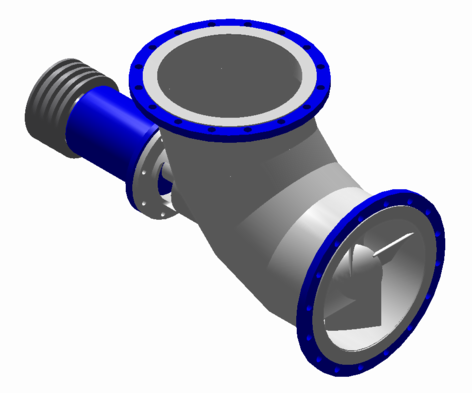

축류 펌프(軸流-, axial-flow pump, AFP)는 프로펠러형 날개를 회전시켜 액체를 축방향으로 보내는 펌프의 일종이다. 날개의 각도를 바꿈으로써 넓은 양정범위(揚程範圍)로 효율적으로 사용할 수 있다. 이것은 카플란수차와 대응될 수 있다.

## 장점
축류 펌프의 주된 장점은 상대적으로 낮은 수직 거리에 상대적으로 높은 배출(유속)이다. 이를테면 4미터 미만의 리프트에서 일반적인 원심펌프와 비교했을 때 최대 3배나 더 많은 물과 기타 유체를 펌프질할 수 있다.

## 같이 보기
- 펌프